# Орцинуови
Орцинуови (итал. Orzinuovi) је насеље у Италији у округу Бреша, региону Ломбардија.
Према процени из 2011. у насељу је живело 9973 становника. Насеље се налази на надморској висини од 88 м.

## Становништво
Према резултатима пописа становништва 2011. у општини је живело 12.343 становника.
| 1951.  | 1961.  | 1971. | 1981.  | 1991.  | 2001.  | 2011.  |
| ------ | ------ | ----- | ------ | ------ | ------ | ------ |
| 12.059 | 10.124 | 9.482 | 10.071 | 10.389 | 11.175 | 12.343 |